# Иван Јуришић
Иван Јуришић (Зрењанин, 15. март 1956) је бивши југословенски и српски фудбалер.

## Каријера
Професионалну каријеру започео је 1974. године када је заиграо за Пролетер Зрењанин, за који је на 83 утакмице постигао 2 гола, а у клубу био до 1977. године. Од 1978. до 1984. године играо је за Црвену звезду, за коју је одиграо 163 званичне утакмице уз два постигнута гола. Учествовао је у освајању три шампионске титуле Југославије (1980, 1981 и 1984. године) и једног купа Југославије, 1982. године. За Црвену звезду је заиграо у пролећном делу сезоне 1977/78 године и брзо се усталио у првом тиму, одигравши 14 утакмица у првенству. И током наредне сезоне био је стандардан у првом тиму Црвене звезде, када је одиграо 19 лигашких утакмица, док је у походу до финала Купа УЕФА 1979. године забележио наступе на 10 од 12 мечева. Имао је велике заслуге у одбрани током мечева Црвене звезде током Купа УЕФА 1978/79. против Арсенала, Вест Бромич албиона и Херте Берлин.
Прву шампионску титулу са Црвеном звездом освојио је у сезони 1979/80, када је одиграо 19 утакмица у првенству Југославије и када је Црвена звезда имала најмање примљених голова од свих у првенству Југославије. Наредне сезоне Црвена звезда је одбранила титулу, а Јуришић је играо на 27 утакмица са једним постигнутим голом против ОФК Београда. Током Купа шампиона 1981/82, Јуришић је одиграо свих шест утакмица, док је у шампионату био играч са највише наступа у тиму. Забележио је 29 утакмица уз један погодак те сезоне, против Ријеке. Током првог меча финала Купа УЕФА 1979. године, који је Црвена звезда играла против Борусије Менхенгладбах, Јуришић је постигао аутогол, а у реваншу направио је фаул за пенал, који је по мишљењу српске јавности био непостојећи.
Након одласка из Звезде, каријеру је наставио у ПАОК-у, за који је од 1984. до 1987. године одиграо 68 утакмица. Каријеру је завршио у дресу Аполон Каламаријаса, за који је играо од 1989. до 1990. године, постигавши 3 гола на 18 утакмица.